# Una grande conquista
Una grande conquista (La Gran Seducción) è un film del 2023 diretto da Celso R. García.
Il film è il remake messicano del film canadese del 2003 La grande seduzione di Jean-François Pouliout.

## Trama
Quando arriva l'opportunità di migliorare e salvare un villaggio di pescatori dimenticato gli abitanti cercano di sfruttare la situazione con l'inganno.

## Distribuzione
Il film è stato distribuito sulla piattaforma Netflix a partire dal 30 agosto 2023.